# Melodije morja in sonca 2007
30. festival Melodije morja in sonca je potekal od četrtka, 12. julija, do sobote, 14. julija 2007, v Avditoriju Portorož. Festival je bil organiziran pod medijskim pokroviteljstvom mariborskega Net TV, na katerem je potekal tudi neposredni prenos prireditve. Vse tri večere sta povezovala Lucija Gubenšek in Robert Roškar.
Strokovna izborna komisija v sestavi Stojan Auer, Rebeka Dremelj, Dušan Zore, Lada Tancer, Alojz Petrovčič, Mitja Čehovin, Denis Živčec in Barbara Jakomin je izmed vseh prispelih prijav za sodelovanje na festivalu izbrala 27 skladb. Skupina Pijamas si je z zmago v oddaji Super zvezda 2007 prav tako prislužila nastop na festivalu. Na koncu se je v dveh polfinalnih večerih predstavilo le 27 pesmi. Domen Kumer bi moral nastopiti v prvem polfinalnem večeru s pesmijo Rumeni tisk, a je od nastopa odstopil.
Zmagovalka festivala je bila Manca Špik s pesmijo Baila, baila, baila.

## I. polfinalni večer
Prvi polfinalni večer je potekal v četrtek, 12. julija 2007. Kot gostje so nastopili Salome & Trubači, Rebeka Dremelj, Neda Ukraden, Minea in finalisti oddaje Mini super zvezda.
| #   | Izvajalec                       | Naslov pesmi   | Avtor glasbe                | Avtor besedila                    | Avtor aranžmaja               | Št. točk | Uvrstitev |
| --- | ------------------------------- | -------------- | --------------------------- | --------------------------------- | ----------------------------- | -------- | --------- |
| 1.  | Maja Slatinšek                  | Svobodna       | Silvio Pasarič              | Igor Mazul - Amon, Maja Slatinšek | Silvio Pasarič                | 23       | 4.        |
| 2.  | Maya                            | Bosi plešemo   | Antonio Santos, Andrej Ulbl | Urša Pivec                        | Antonio Santos, Andrej Ulbl   | 20       | 6.        |
| 3.  | Mirna Reynolds                  | Motor          | Domen Kumer                 | Mirna Reynolds                    | Domen Kumer                   | ?        | ?         |
| 4.  | Špelca                          | Lady Casanova  | Raay                        | Simon Meglič                      | Raay                          | 26       | 2.        |
| 5.  | Monika Pučelj                   | Samo še en dan | Aleš Klinar                 | Anja Rupel                        | Aleš Klinar, Franci Zabukovec | 30       | 1.        |
| 6.  | Pijamas                         | Pidžama party  | Domen Kumer                 | Mirna Reynolds, Steffanio         | Domen Kumer                   | 26       | 3.        |
| 7.  | Lepi Dasa                       | Velika mašina  | Jure Majcen, Vlado Pilja    | Hudi Japti Tim                    | Jure Majcen                   | ?        | ?         |
| 8.  | Natalija Kolšek & Klapa Lavanda | Klapa, zaigraj | Natalija Kolšek             | Natalija Kolšek                   | Tomislav Valenko              | ?        | ?         |
| 9.  | Taljub Lapajne                  | V beli bolnici | Taljub Lapajne              | Taljub Lapajne                    | Taljub Lapajne                | ?        | ?         |
| 10. | Lea Sirk & Jasna Jug            | Povej mi, kdaj | Peter Jenko                 | Peter Jenko                       | Peter Jenko                   | ?        | ?         |
| 11. | Sandra Auer                     | Zdaj je čas    | Andrej Langus               | Sandra Auer                       | Dare Pogačnik                 | 19       | 7.        |
| 12. | Gorazd Ademovič                 | Nikotin        | Dejan Vandur                | Marija Vokal                      | Dejan Vandur                  | ?        | ?         |
| 13. | Mambo Kings                     | Hauba party    | Dare Kaurič                 | Dare Kaurič                       | Josip Miani                   | 22       | 5.        |

## II. polfinalni večer
Drugi polfinalni večer je potekal v petek, 13. julija 2007. Kot gostje so nastopili skupina Kingston, Boris Novković, Alfi Nipič, Đogani in NC Dance.
| #   | Izvajalec               | Naslov pesmi         | Avtor glasbe                 | Avtor besedila               | Avtor aranžmaja                |
| --- | ----------------------- | -------------------- | ---------------------------- | ---------------------------- | ------------------------------ |
| 1.  | Jodel Express           | Pohan ples           | Boštjan Dorič                | Boštjan Dorič                | Dušan Zore                     |
| 2.  | Skater                  | Romeo in Julija      | Katja Lesjak                 | Dean De Lucca                | Dean De Lucca                  |
| 3.  | Steffy & Donald Trumpet | Priznaj              | Marino Legovič               | Damjana Kenda Hussu          | Marino Legovič, Donald Trumpet |
| 4.  | Manca Špik              | Baila, baila, baila  | Raay                         | Trkaj                        | Raay                           |
| 5.  | Pop'n'dekl              | Gusar Armando        | Damir Jurak                  | Damir Jurak                  | Damir Jurak                    |
| 6.  | Sons                    | Vse, kar imam        | Marko Žigon, Iztok Gustinčič | Marko Žigon, Iztok Gustinčič | Sons                           |
| 7.  | Tjaša Pustotnik         | To ni čas za solze   | Sewer Nuhi                   | Saša Lendero                 | Miha Hercog                    |
| 8.  | Platin                  | V dobrem in zlu      | Simon Gomilšek               | Diana Lečnik                 | Simon Gomilšek                 |
| 9.  | Funky Tina              | Vroči sladoled       | Jernej Cvetko                | Jernej Cvetko                | Darko Pristovnik               |
| 10. | Melita Pleteršek        | Trdna kakor skala    | Simon Gomilšek               | Diana Lečnik                 | Simon Gomilšek                 |
| 11. | Jasna                   | Nov dan              | Roman Sarjaš                 | Jasna Šantavec               | Roman Sarjaš                   |
| 12. | Ela                     | Nima smisla          | Miha Hercog                  | Saša Lendero                 | Miha Hercog                    |
| 13. | Yo-Zo feat. Katja       | Hej, Marica          | Zoran Tučič                  | Zoran Tučič                  | Zoran Tučič                    |
| 14. | Petra Slapar            | Naj ljubezen vrne se | Aleš Klinar                  | Anja Rupel                   | Aleš Klinar, Franci Zabukovec  |

## Finalni večer
Finalni večer je potekal v soboto, 14. julija 2007. Kot gostje so nastopili Domen Kumer, Atomik Harmonik, Danijela Martinović, Karma, Anika Horvat, Werner, Moni Kovačič, Jasmin Stavros in plesna skupina NC Dance.
| #   | Izvajalec               | Naslov pesmi         | Uvrstitev |
| --- | ----------------------- | -------------------- | --------- |
| 1.  | Maja Slatinšek          | Svobodna             | 8.        |
| 2.  | Maya                    | Bosi plešemo         | 5.        |
| 3.  | Špelca                  | Lady Casanova        | 4.        |
| 4.  | Monika Pučelj           | Samo še en dan       | 3.        |
| 5.  | Pijamas                 | Pidžama party        | 2.        |
| 6.  | Sandra Auer             | Zdaj je čas          | 6.        |
| 7.  | Mambo Kings             | Hauba party          | 12.       |
| 8.  | Steffy & Donald Trumpet | Priznaj              | 11.       |
| 9.  | Manca Špik              | Baila, baila, baila  | 1.        |
| 10. | Sons                    | Vse, kar imam        | 7.        |
| 11. | Tjaša Pustotnik         | To ni čas za solze   | 13.       |
| 12. | Funky Tina              | Vroči sladoled       | 14.       |
| 13. | Ela                     | Nima smisla          | 9.        |
| 14. | Petra Slapar            | Naj ljubezen vrne se | 10.       |

Zmaga je šla v roke Mance Špik, ki je prejela 39 točk (12 od komisije radijskih postaj, 10 od občinstva v Avditoriju, 10 od strokovne komisije in 7 od telefonskega glasovanja). Kot že rečeno, je komisija radijskih postaj največ točk namenila Manci Špik, strokovna komisija je svojih 12 točk podelila skupini Sons, občinstvo v Avditoriju in glasovalce preko telefona pa je najbolj prepričala skupina Pijamas.

## Glasovanje in nagrade
V vseh treh večerih so po evrovizijskem sistemu (12, 10, 8–1) glasovali:
- gledalci in poslušalci preko telefonskega glasovanja (25%),
- občinstvo v Avditoriju (25%),
- komisija 15 radijskih postaj (25%) ter
- strokovna komisija (25%).

Strokovna komisija je podelila:
- nagrado za najboljšo melodijo, ki jo je prejel Aleš Klinar za pesem Naj ljubezen vrne se,
- nagrado za najboljšo priredbo, ki sta jo prejela Marino Legovič in Donald Trumpet za pesem Priznaj,
- nagrado za najboljšo izvedbo, ki jo je prejela Maja Slatinšek,
- nagrado za najboljše besedilo, ki jo je prejela Diana Lečnik za pesem V dobrem in zlu, in
- nagrado za najboljšo skladbo v celoti, ki jo je prejela pesem Vse, kar imam skupine Sons.